# Otto Cuntz
Otto Cuntz (* 10. September 1865 in Stettin; † 1. Dezember 1932 in Graz) war ein deutsch-österreichischer Althistoriker.

## Leben
Otto Cuntz, der Sohn des Großkaufmanns und Industriellen Hermann Cuntz, studierte Klassische Philologie und Geschichte an den Universitäten Zürich, Straßburg und Bonn. Während seines Studiums beeinflussten ihn besonders die Bonner Philologen Franz Bücheler und Hermann Usener sowie der Althistoriker Heinrich Nissen. Nach der Promotion zum Dr. phil. (1888) vertiefte er seine Studien 1889 bei Reinhard Kekulé von Stradonitz und Otto Hirschfeld in Berlin und unternahm anschließend ausgedehnte Studienreisen in Italien, Griechenland, Spanien und Frankreich. 1892 ging er an die Universität Straßburg, wo er sich 1894 für Alte Geschichte habilitierte.
1898 erhielt Cuntz einen Ruf an die Universität Graz auf die Professur für römische Altertumskunde. Er war zunächst außerordentlicher Professor, dann ab 1904 ordentlicher Professor. Ab 1905 war er wirkliches Mitglied des Österreichischen Archäologischen Instituts und Konservator der k.k. Zentralkommission für die Erforschung und Erhaltung der Kunst- und historischen Denkmale. Im akademischen Jahr 1920/1921 war er Rektor der Universität Graz. 1920 wurde er korrespondierendes Mitglied der Akademie der Wissenschaften zu Wien, 1921 korrespondierendes Mitglied der Straßburger Wissenschaftlichen Gesellschaft an der Universität Heidelberg.
Seine Forschungsschwerpunkte waren die antike Geografie und Topografie. Er veröffentlichte grundlegende Untersuchungen zu Plinius' naturalis historia, zu den römischen Itineraren, der Tabula Peutingeriana, dem Stadiasmus Maris Magni und zu Ptolemäus' Geographike Hyphegesis. Seine kommentierten Textausgaben und seine Einzelstudien, besonders die zur Epigraphik, trugen viel zur Kenntnis der antiken Geografie bei.

## Schriften (Auswahl)
- De Augusto Plinii Geographicorum auctore. Bonn 1888 (Dissertation)
- Polybius und sein Werk. Leipzig 1902
- Die Geographie des Ptolemaeus, Galliae, Germania, Raetia, Noricum, Pannoniae, Illyricum, Italia. Handschriften, Text und Untersuchung. Berlin 1923